# Sundarganj
Sundarganj är ett underdistrikt i Bangladesh. Det ligger i den norra delen av landet, 220 km norr om huvudstaden Dhaka.
Trakten runt Sundarganj består till största delen av jordbruksmark. Runt Sundarganj är det mycket tätbefolkat, med 1 177 invånare per kvadratkilometer.